# Piper PA-20 Pacer
Les Piper PA-20 Pacer et PA-22 Tri-Pacer étaient une famille d'avions légers à quatre places et aile haute renforcée qui furent produits par le constructeur américain Piper Aircraft après la fin de la Seconde Guerre mondiale.
Le Pacer était essentiellement une version à quatre places de l'avion léger PA-17 Vagabond. Il avait un fuselage fait de tubes en acier et des ailes à structure en aluminium recouvertes de tissu, une architecture globalement similaire à celle des plus célèbres avions produits par Piper, les Cub et Super Cub. Prisé pour sa robustesse, sa cabine spacieuse et sa vitesse impressionnante — pour l'époque —, de nombreux exemplaires de cet avion ont traversé le temps et continuent à voler de nos jours (2025).
Les Pacer et Tri-Pacer appartenaient tous-deux à une sous-famille d'avions Piper désignés « Short Wing Pipers » (Les « Pipers à aile courte »). Des moteurs de 125 ch (93 kW), 135 ch (100 kW), 150 ch (112 kW) et 160 ch (120 kW) étaient proposés comme motorisations d'usine, tandis que des conversions après-vente à 180 ch (135 kW) étaient disponibles en option.

## Conception et développement

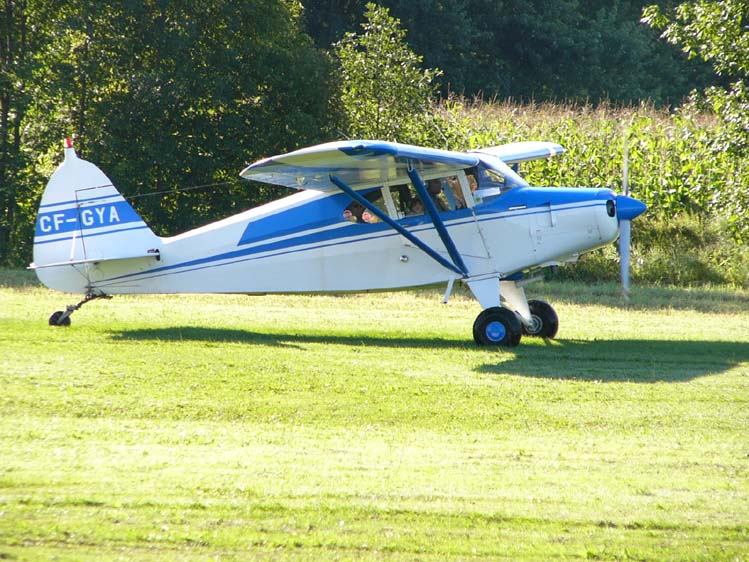
Piper PA-20-115 Pacer.

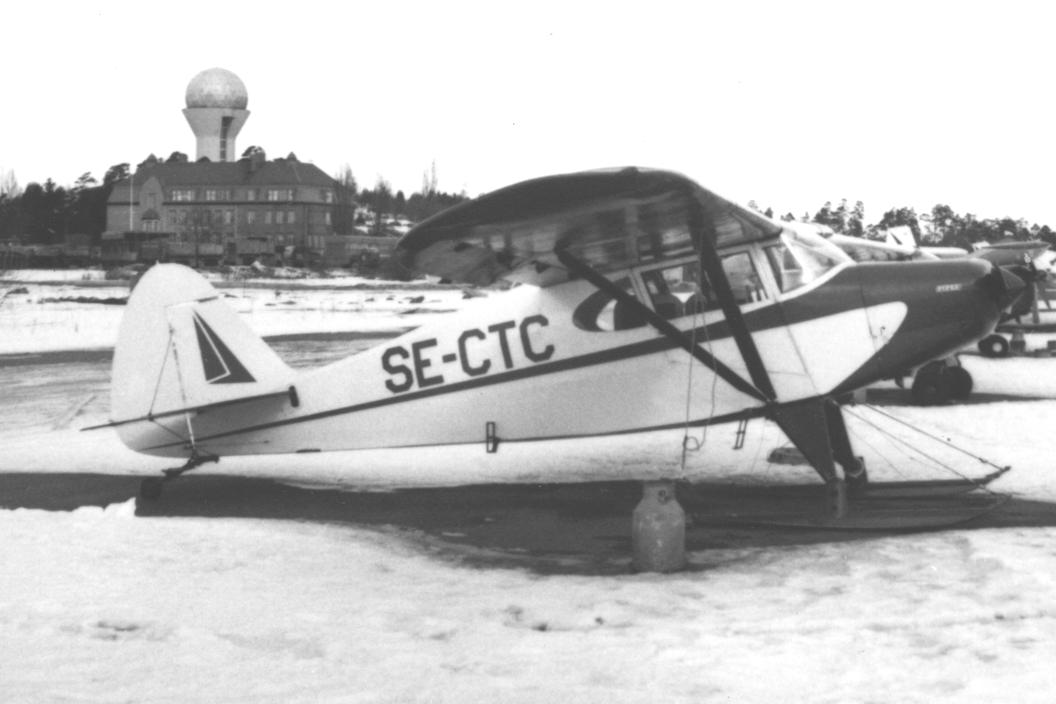
PA-20 Pacer équipé de skis à l'aéroport de Stockholm-Bromma, en mars 1968.

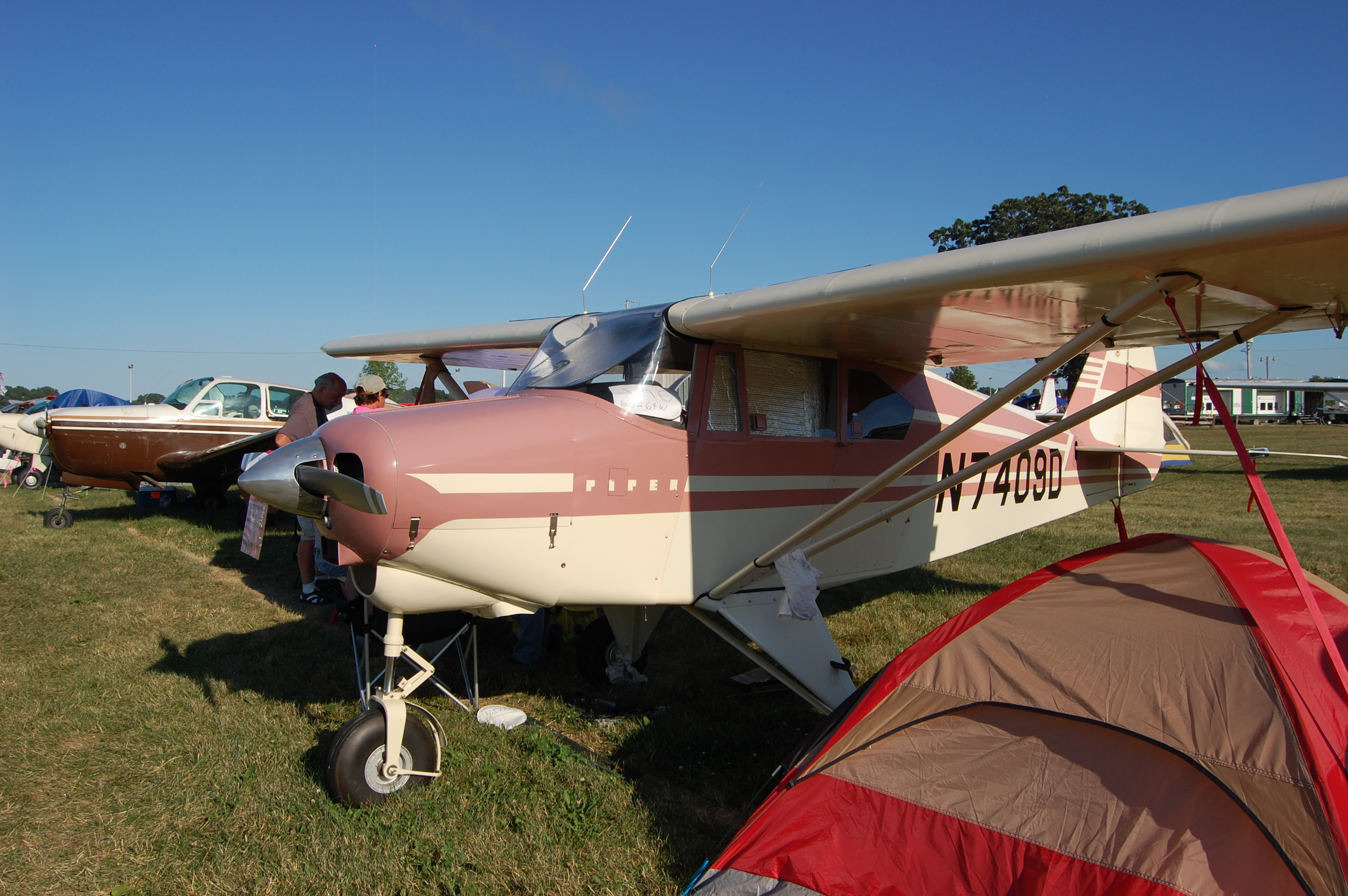
Un Tri-Pacer restauré à ses couleurs originales de sortie d'usine.

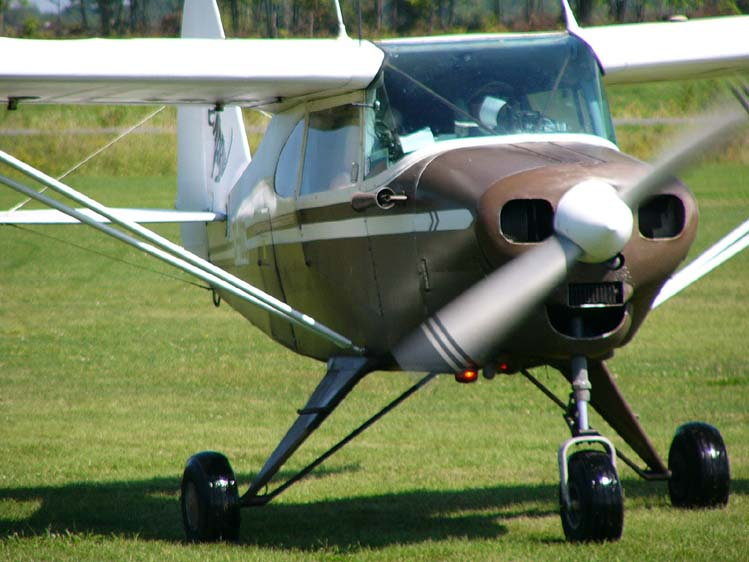
Un Piper PA-22-135 Tri-Pacer.

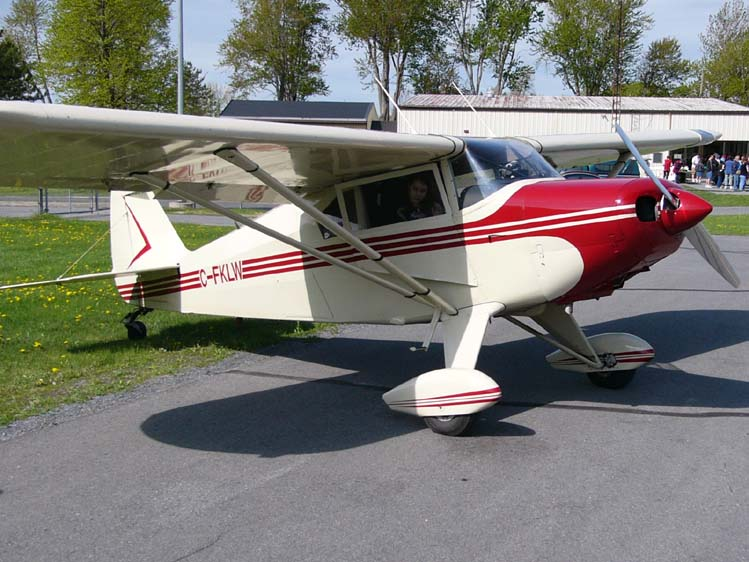
Un Piper PA-22-150 Tri-Pacer reconverti au train d'atterrissage classique, le rendant très similaire à un PA-20 Pacer.

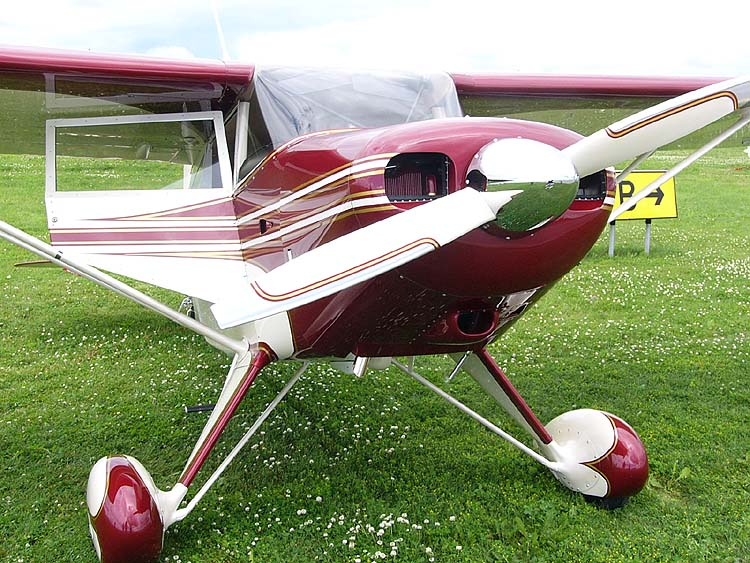
« Miss Pearl », une conversion à train conventionnel d'un PA-22-135 Tri-Pacer ayant remporté un prix.

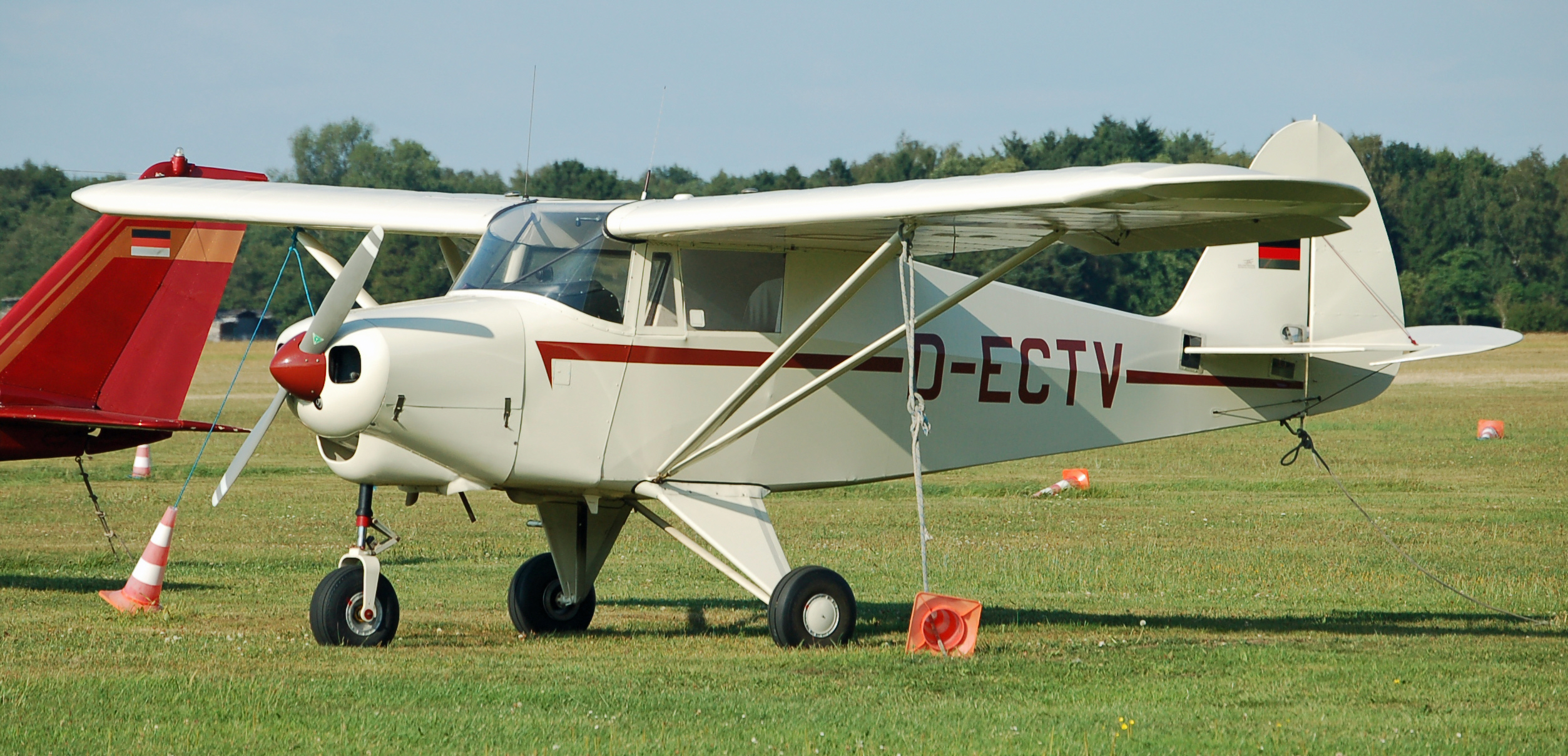
Un Piper PA-22 Colt à l'aéroport d'Uetersen, en Allemagne.

Le Piper PA-20 Pacer fut initialement conçu comme un avion à train d'atterrissage conventionnel — donc doté d'une roulette de queue — et avait donc une visibilité vers l'avant quelque-peu limitée, ce qui lui donnait des caractéristiques de maniabilité plus contraignantes lorsque l'appareil était au sol. Afin de permettre à plus de pilotes d'accéder à un pilotage plus facile et plus sûr, Piper présenta dès le mois de février 1951 le PA-22 Tri-Pacer, une version à train d'atterrissage tricycle dotée d'une roulette de nez. De plus, il offrait des moteurs plus puissants, de 150 ou 160 ch, alors que le moteur le plus puissant disponible pour le Pacer était un modèle de 135 ch. À l'époque de sa sortie des chaînes d'assemblage, le train d'atterrissage tricycle devint le système le plus populaire, et l'année 1953 vit le Tri-Pacer dépasser les ventes de son aîné le Pacer d'un ratio de six pour un. En raison de la forme de l'installation de la roulette de nez, l'avion était parfois surnommé le « tabouret volant ». En 1959, il était proposé en finitions standard, « Super-Custom » et « Autoflite », cette dernière étant équipée d'un pilote automatique électrique d'une masse de seulement 2 kg.
Une caractéristique inhabituelle du Tri-Pacer était l'incorporation d'ailerons et de palonniers reliés par des sandows. En plus de simplifier la coordinations des manœuvres en vol, ce système, qui pouvait facilement être surmonté par le pilote si nécessaire, permettait l'installation d'une forme de pilote automatique simplifié, commercialisé par Piper sous le nom d'« Auto-control ».
En 1959 et 1960, Piper proposa à la vente une version plus économique et moins bien équipée du Tri-Pacer, propulsée par un Lycoming O-320 de 150 ch et désignée PA-22-150 Caribbean.
Un petit nombre de PA-22 furent convertis en configuration à train d'atterrissage classique (à roulette de queue, aussi désignés « taildraggers » en anglais), donnant comme résultat un appareil extérieurement très similaire à un PA-20 Pacer, mais qui conservait les caractéristiques et les raffinements du PA-22. Les propriétaires de ces avions décrivent souvent ces conversions sous le nom de « PA-22/20 » et elles sont souvent désignées de cette manière dans les petites annonces, bien qu'elles n'aient aucune valeur officielle, la FAA continuant de désigner ces avions par leur nom d'origine PA-22 Tri-Pacer. Lorsque cette conversion était effectuée, un système de freinage à doubles disques était habituellement installé à la place des systèmes à tambours d'origine, et le moteur Lycoming O-360 de 180 ch était le choix préféré des propriétaires. À la place de l'hélice bipale métallique à pas fixe d'origine, certains PA-22 possédaient une hélice Hartzell Propeller à vitesse constante et pas variable, ou une Koppers Aeromatic. Chacune de ses installations améliorait les performances et l'économie, au sacrifice toutefois de la charge utile pouvant être embarquée dans l'avion.
Une version d'entraînement du PA-22 fut conçue, désignée PA-22 Colt. Elle fut conçue pour concurrencer directement les autres avions d'entraînement populaires de l'époque, tel le Cessna 150, et était propulsée par un Lycoming O-235 de 108 ch (80 kW). Plus de 2 000 Colts furent construits pendant les deux années de leur production. L'appareil ressemblait beaucoup au Tri-Pacer et utilisait le même train d'atterrissage, les mêmes supports moteur, sièges, pare-brise, portes, empennage, renforts et planche de bord que celui-ci. Quelques-uns furent aussi convertis au train d'atterrissage à roulette de queue, mais cette transformation ne fut jamais aussi populaire que la transformation de Tri-Pacers.
9 490 PA-22 furent produits entre 1950 et 1964, dont 7 641 Tri-Pacers et Caribbeans et 1 849 Colts, avec un total de 3 280 exemplaires toujours en utilisation aux États-Unis au mois de avril 2018, selon les registres de la FAA. 1120 PA-20 Pacers furent également produits, entre 1950 et 1954, dont 367 exemplaires volent toujours en avril 2018, selon les registres de la FAA.
Le dernier lot de douze PA-22-150 fut produit pour l'Armée de terre française en 1963, et le dernier de la famille des Pacers, un PA-22-108 Colt, fut achevé le 26 mars 1964. L'avion fut ensuite remplacé, sur les lignes de production de Vero Beach, par le Piper PA-28 Cherokee.

## Histoire opérationnelle

### Cuba
Entre 1953 et 1955, la force aérienne cubaine (en espagnol : Fuerza Aérea Ejército de Cuba, ou FAEC) reçut sept PA-20, quatre PA-22-150 et trois PA-22-160. Pendant la révolution cubaine, les PA-22 virent leurs portes arrière retirées et une mitrailleuse de calibre .30 installée à la place pour lutter contre les insurgents, tandis que des grenades étaient également jetées à la main.
Un PA-22 apportant du soutien au sol pour l'Armée cubaine pendant la bataille de Guisa semblerait être le seul avion perdu par la FAEC à cause du feu ennemi.

### Katanga
Pendant la crise congolaise, les séparatistes katangais reçurent cinq PA-22-150 de la South African Air Force pour la force aérienne katangaise (en). Déployés contre les forces de l'Opération des Nations unies au Congo (ONUC) entre 1961 et 1963, leur statut à la fin du conflit demeura assez incertain.

## Versions

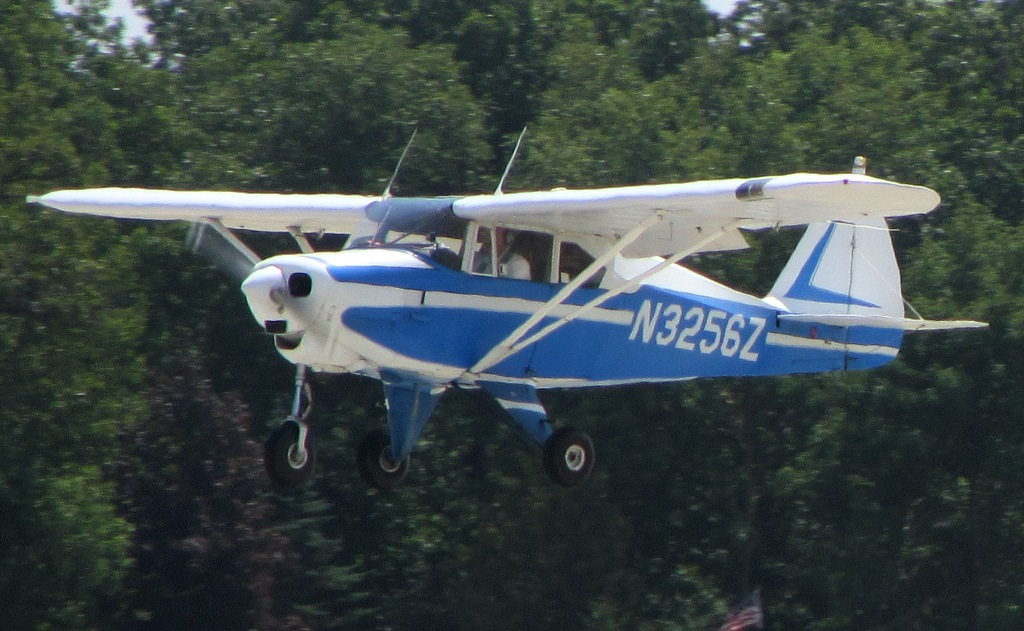
Un PA-22-150 de 1959 à l'atterrissage.

- PA-20 Pacer :

Version initiale, à quatre places et dotée d'un train d'atterrissage classique (à roulette de queue), propulsée par un moteur Lycoming O-290-D (en) de 125 ch (93 kW). Elle a été certifiée le 21 décembre 1949.
- PA-20S :

Version à trois places et train d'atterrissage classique, avec possibilité d'installer des flotteurs, propulsée par un Lycoming O-290-D de 125 ch (93 kW). Elle a été certifiée le 18 mai 1950.
- PA-20-115 :

Version à quatre places et train d'atterrissage classique, propulsée par un Lycoming O-235-C1 de 115 ch (86 kW). Elle a été certifiée le 22 mars 1950.
- PA-20S-115 :

Version à trois places et train d'atterrissage classique, avec possibilité d'installer des flotteurs, propulsée par un Lycoming O-235-C1 de 115 ch (86 kW). Elle a été certifiée le 18 mai 1950.
- PA-20-135 :

Version à quatre places et train d'atterrissage classique, propulsée par un Lycoming O-290-D2 (en) de 135 ch (101 kW). Elle a été certifiée le 5 mai 1952.
- PA-20S-135 :

Version à trois places et train d'atterrissage classique, avec possibilité d'installer des flotteurs, propulsée par un Lycoming O-290-D2 de 135 ch (101 kW). Elle a été certifiée le 15 mai 1952.
- PA-22 Tri-Pacer :

Version à quatre places et train d'atterrissage tricycle, propulsée par un Lycoming O-290-D (en) de 125 ch (93 kW). Elle a été certifiée le 20 décembre 1950.
- PA-22-108 Colt :

Version biplace à train d'atterrissage tricycle, propulsée par un Lycoming O-235-C1 ou O-235-C1B de 108 ch (81 kW). Elle a été certifiée le 21 octobre 1960.
- PA-22-135 :

Version à quatre places et train d'atterrissage tricycle, propulsée par un Lycoming O-290-D2 de 135 ch (101 kW). Elle a été certifiée le 5 mai 1952.
- PA-22S-135 :

Version à trois places et train d'atterrissage tricycle, avec possibilité d'installer des flotteurs, propulsée par un Lycoming O-290-D2 de 135 ch (101 kW). Elle a été certifiée le 14 mai 1954.
- PA-22-150 :

Version à deux ou quatre places et train d'atterrissage tricycle, propulsée par un Lycoming O-320-A2A ou O-320-A2B de 150 ch (112 kW). Elle a été certifiée le 3 septembre 1952 comme version à quatre places dans la catégorie normale, et le 24 mai 1957 comme version biplace dans la catégorie utilitaire.
- PA-22S-150 :

Version à trois places et train d'atterrissage tricycle, avec possibilité d'installer des flotteurs, propulsée par un Lycoming O-320-A2A ou O-320-A2B de 150 ch (112 kW). Elle a été certifiée le 3 septembre 1954.
- PA-22-160 :

Version à deux ou quatre places et train d'atterrissage tricycle, propulsée par un Lycoming O-320-B2A ou O-320-B2B de 160 ch ({unité|119|kW). Elle a été certifiée le 3 septembre 1952 comme version à quatre places dans la catégorie normale et comme version biplace dans la catégorie utilitaire.
- PA-22S-160 :

Version à trois places et train d'atterrissage tricycle, avec possibilité d'installer des flotteurs, propulsée par un Lycoming O-320-B2A ou O-320-B2B de 160 ch (119 kW). Elle a été certifiée le 25 octobre 1957.

## Spécifications techniques (PA-22-160 Tri-Pacer de 1958)
Données de (en) Manuel utilisateur du Piper PA-22-160, publié en janvier 1960.
Caractéristiques générales
- Équipage : 1 pilote
- Capacité : 3 passagers
- Longueur : 6,25 m
- Envergure : 8,92 m
- Hauteur : 2,54 m
- Surface alaire : 13,70 m2
- Masse à vide : 503 kg
- Masse typique : 907 kg
- Charge utile : 362 kg
- Masse maximale au décollage : 748 kg
- Moteur : 1   Moteur à pistons à 4 cylindres à plat refroidis par air Lycoming O-320-B de 160 ch (120 kW)
- Carburant : 140 litres

 Performances 
- Vitesse maximale : 227 km/h
- Vitesse de croisière : 216 km/h
- Vitesse de décrochage : 79 km/h
- Distance franchissable : 805 km  avec réserve, 982 km avec réservoir supplémentaire
- Autonomie : 3 h 30 min, à 65 % de puissance et avec une heure de réserve.
- Plafond : 5 000 m
- Vitesse ascensionnelle : 246 m/min
- Charge alaire : 36,71 kg/m2
- Rapport poids-puissance : 3,14 kg/ch

### Magazines
- (en) Richard L. Collins, « Piper PA-22: Tri-Pacer, Caribbean, Colt », Flying Magazine, vol. 124, no 10,‎ octobre 1997, p. 102–104 (ISSN 0015-4806, présentation en ligne, lire en ligne).